# Рожиште (комуна)
Рожиште (рум. Rojiște) — комуна у повіті Долж в Румунії. До складу комуни входять такі села (дані про населення за 2002 рік):
- Рожиште (1764 особи)
- Тимбурешть (688 осіб)

Комуна розташована на відстані 176 км на захід від Бухареста, 30 км на південь від Крайови.

## Населення
У 2009 року у комуні проживали 2588 осіб.